# 越田佐一郎
越田 佐一郎（こしだ さいちろう、1884年（明治17年）10月31日 - 1963年（昭和38年）2月2日）は、日本の外交官。駐メキシコ公使。日本メキシコ協会会長。

## 経歴
石川県金沢市出身。1902年（明治35年）、東京郵便電信学校行政科を卒業し、通信書記、通信属となる。1907年（明治40年）、外務書記生試験に合格し、外務書記生に転じた。1915年（大正4年）、外交官及領事官試験に合格し、外交官補になった。以後、大使館公使館書記官を歴任。駐メキシコ代理公使、駐アルゼンチン代理公使・駐ウルグアイ代理公使、駐パラグアイ代理公使、マニラ総領事、スペイン公使館一等書記官、バタヴィア総領事などを務めた。1936年（昭和11年）、駐メキシコ公使に就任し、エルサルバドル・グアテマラ・ホンジュラス・ニカラグア・コスタリカ各国の公使を兼ねた。
1940年（昭和15年）に退官した後は、南洋倉庫株式会社副社長を務めた。

## 栄典
- 1940年（昭和15年）8月15日 - 紀元二千六百年祝典記念章[3]